# Lombrès
Lombrès település Franciaországban, Hautes-Pyrénées megyében. Lakosainak száma 90 fő (2022. január 1.). Lombrès Aventignan, Générest és Montégut községekkel határos.

## Népesség
A település népességének változása:
| Lakosok száma | 92   | 101  | 108  | 100  | 96   | 92   | 91   | 90   | 90   |
|               | 2013 | 2015 | 2016 | 2017 | 2018 | 2019 | 2020 | 2021 | 2022 |